# Aphanopetalum
Aphanopetalum Endl., 1839 è un genere di piante angiosperme dell'ordine Saxifragales, unico genere della famiglia Aphanopetalaceae Doweld, 2001.

## Tassonomia
Il genere comprende le seguenti specie:
- Aphanopetalum clematideum (J.Drumm. ex Harv.) Domin
- Aphanopetalum resinosum Endl.